# Konsulat Szwecji w Gdańsku

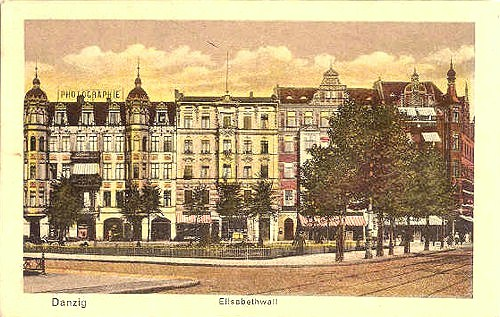
b. siedziba Konsulatu Szwecji przy Wałach Jagiellońskich w Gdańsku (1902-1911)

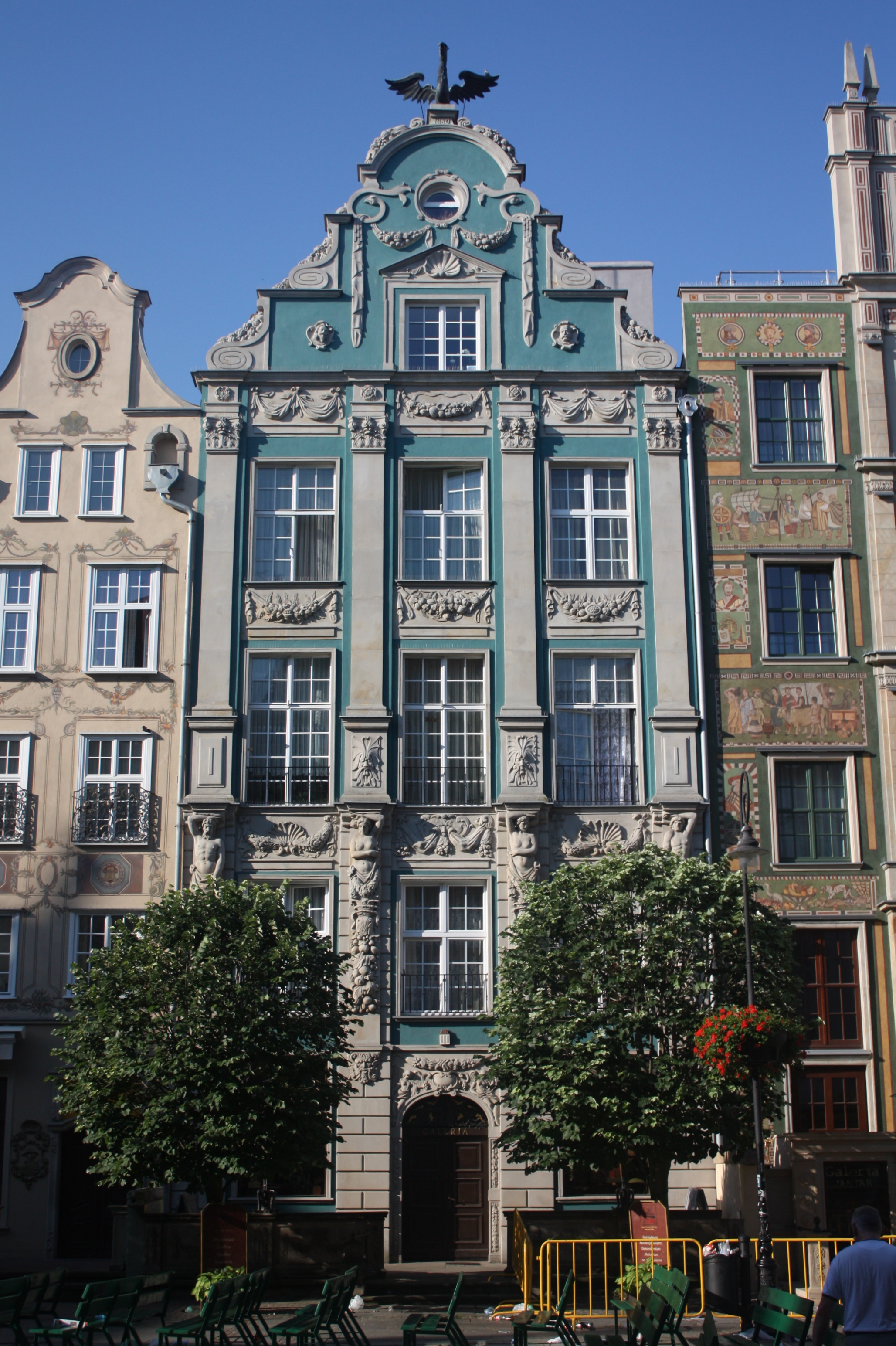
b. siedziba Konsulatu Szwecji przy Długim Targu 20 (1912-1936)

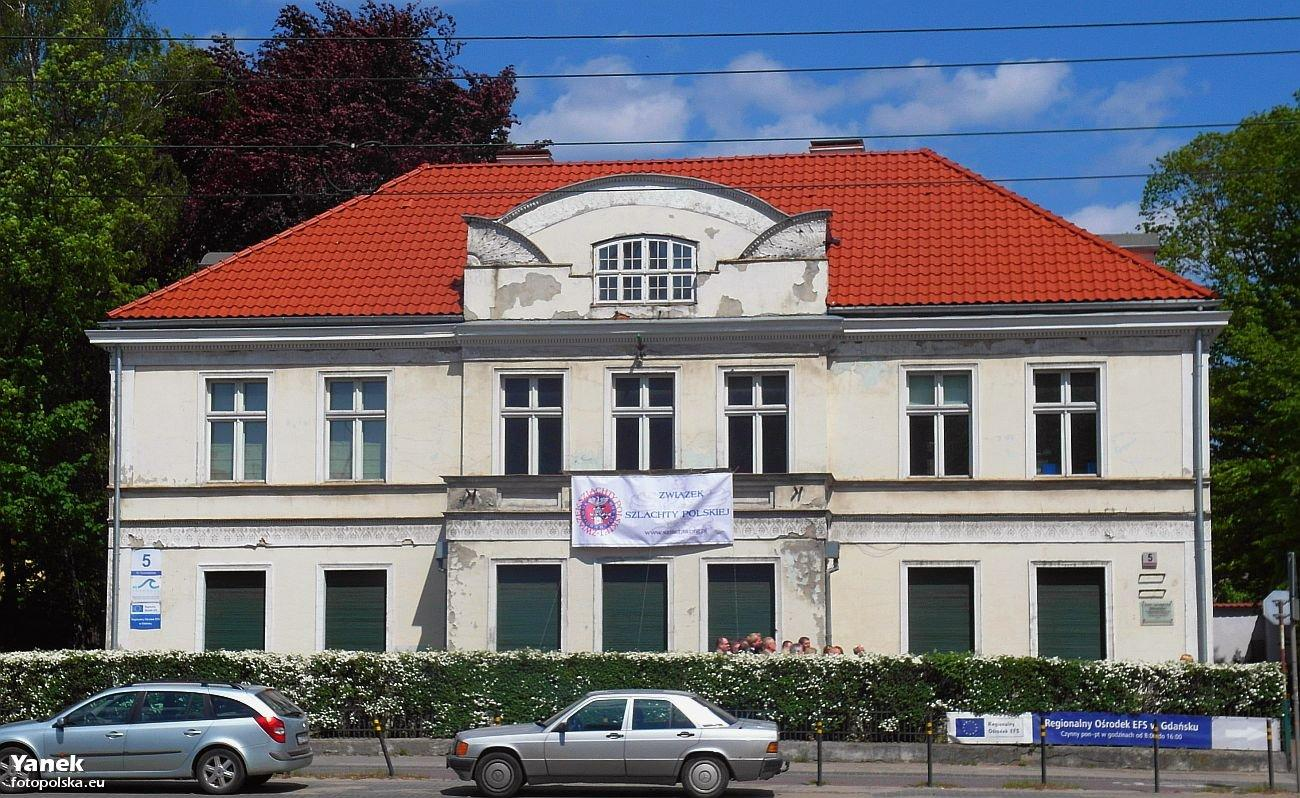
b. siedziba Konsulatu Szwecji w al. Grunwaldzkiej (1945-1954)

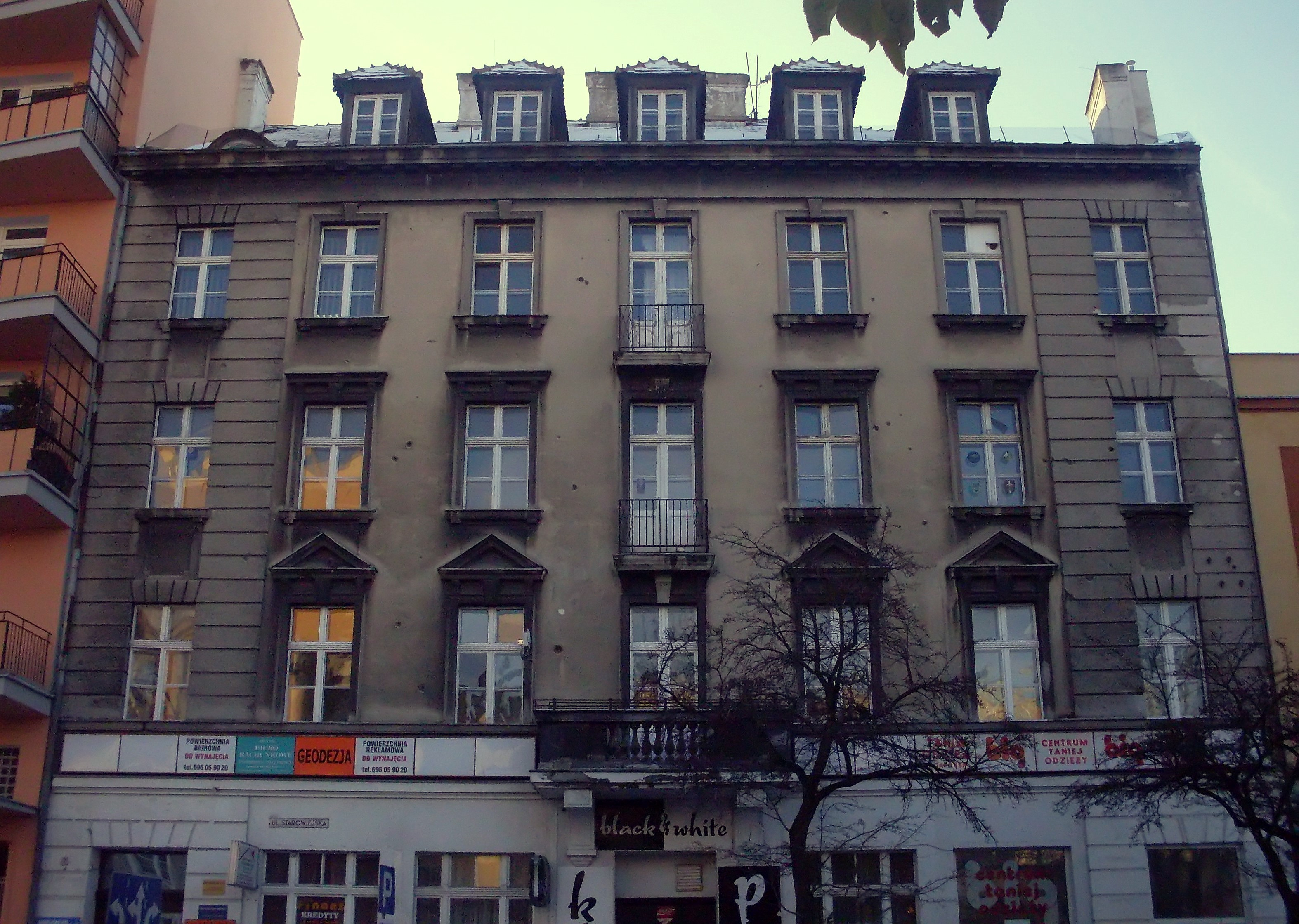
b. siedziba Konsulatu Szwecji w b. hotelu Centralnym w Gdyni (1945-1954)

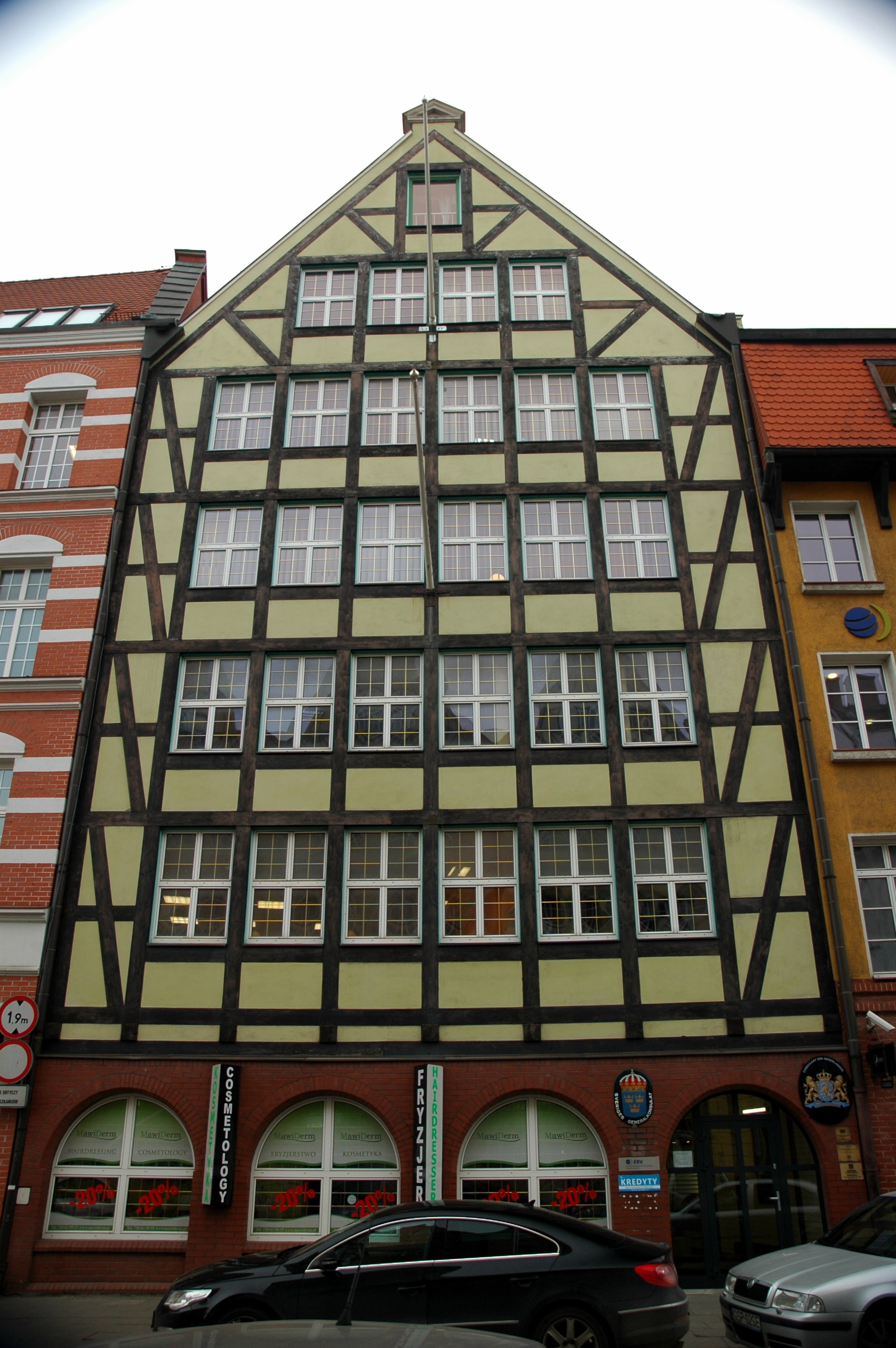
b. siedziba Konsulatu Szwecji przy ul. Chmielnej (2002-2017)

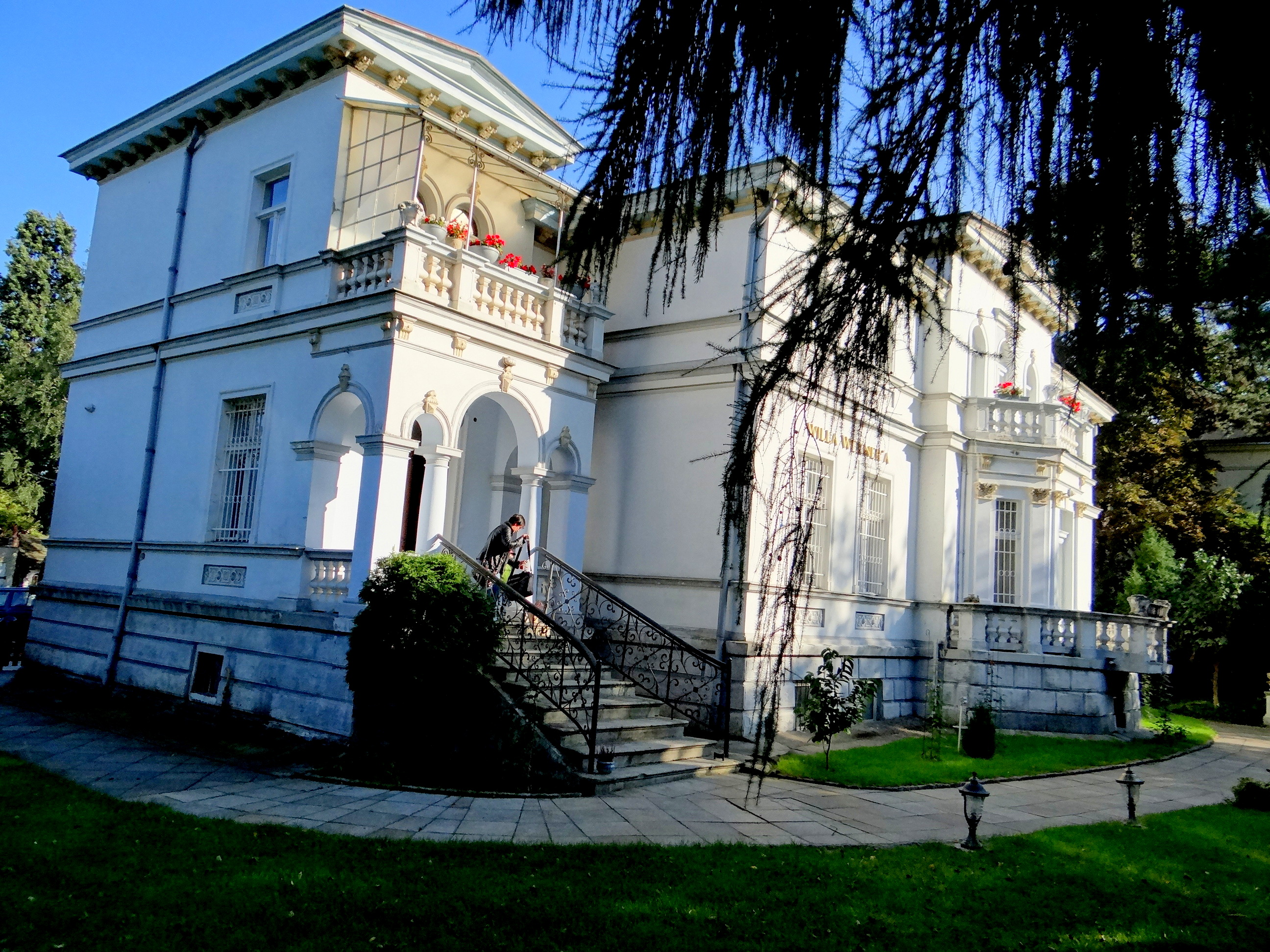
Willa Piotrowskiego – b. rezydencja Konsula Szwecji w Sopocie przy ul. Kościuszki (1954-1960)

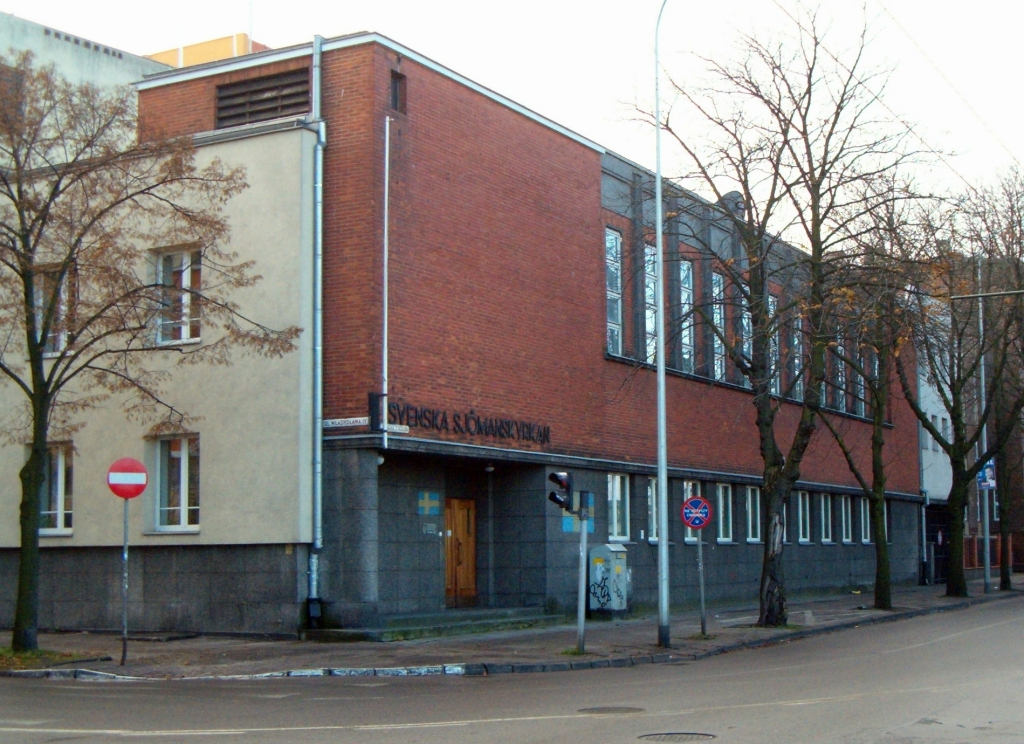
Dom Marynarza Szwedzkiego - b. siedziba Konsulatu/Agencji Konsularnej Szwecji w Gdyni przy ul. Jana z Kolna 25 (1964-2000)

Konsulat Szwecji w Gdańsku (szw. Sveriges konsulat i Gdansk, Schwedisches Konsulat in Danzig) – szwedzka placówka konsularna mieszcząca się w Gdańsku.
Pierwszy akredytowany przedstawiciel (agent) Szwecji w Gdańsku rozpoczął urzędowanie w 1646. Przez dłuższy czas funkcję przedstawicielstwa pełniła Szwedzka Agencja Handlowa (svenska handelsagenturen), którą w 1815 przekształcono w urząd konsularny. Do 1905 konsulat nosił nazwę – Szwecji i Norwegii. Funkcjonował do 1945.
Przez szereg lat konsulatowi podlegał organizacyjnie wicekonsulat w Elblągu (1877-1945).
W 1945 konsulat otwarto ponownie i był utrzymywany przez władze szwedzkie do 1971. Po transformacji ustrojowej w Polsce rząd tego kraju powołał w 1998 urząd konsularny w Gdańsku w randze konsulatu generalnego, utrzymując go do 2008, a następnie obniżając mu rangę do konsulatu honorowego. Od 2012 jest to honorowy konsulat generalny. Obecnie siedziba znajduje się na ul. Bielańskiej 5. Pod tym adresem znajduje się również Polsko-Szwedzka Izba Gospodarcza. 

## Kierownicy konsulatu
- 1646-1656 - Johan von Weydenhavn, agent Szwecji[3]
- 1650-1656 - Johann Kock, komisarz Szwecji[3]
- 1661-1686 - Anton Kuyperkron, komisarz Szwecji (1631-1688)[4][3]
- 1688-1711 - Peter Kuyperkron, komisarz Szwecji (1650-1711)[5][3]
- 1720-1729 - Jakob Brandlicht, komisarz Szwecji (-1729)[3]
- 1730-1762 - Heinrich von Holmstädt, komisarz Szwecji (-1761)[6][3]
- 1761-1782 - Jakob Röding, konsul/komisarz Szwecji (1725-1782)[3]
- 1783[6]-1790[7] - Paul Erich Boberg, komisarz Szwecji
- 1815-1860 – Lars August Segerström, konsul Szwecji i Norwegii (1782-1865)
- 1860-1890 – Julius August Segerström, konsul Szwecji i Norwegii (1819-1891)
- 1891 – Adam Vilhelm Müller, konsul Danii, Szwecji i Norwegii (1842-1891)
- 1892-1911 – Einar Jörgensen, konsul Szwecji i Norwegii (1844-1911)
- 1911-1936 – Emil Heinrich Otto Behnke, konsul/konsul generalny, honorowy ? (1857-1937)
- 1936-1938 – Torsten Johan Fredrik Bergendahl, konsul (1890-1962)
- 1938-1944 – Knut E.J. Lundberg, konsul (1891-)
- 1945 – Arne Lellki, konsul (1920-1996)

- 1945-1946 – Gunnar Dryselius, konsul (1907-1982)
- 1946-1948 – Torsten Johan Fredrik Bergendahl, konsul (1890-1962)
- 1948-1950 – Curt Leijon, konsul (1910-2006)
- 1950-1954 – Arne Lellki, konsul (1920-1996)
- 1954-1955 – Harald Lennart Halberg, wicekonsul (1919-)

- 1964-1969 - Arne Ivarsson Woldmar, konsul Szwecji, Norwegii i Danii (1914-1989)
- 1969-1970 - Kurt Gunnar Wik, konsul Szwecji, Danii i Norwegii (1916-1994)
- 1971-1974 - pastor Nils-Göran Wetterberg, agent konsularny Szwecji i Danii w Gdyni (1933-)
- 1974-1977 - pastor Lars Franzén, agent konsularny Szwecji i Danii w Gdyni
- 1977-1978 - pastor Lars Edvin Nilsing, agent konsularny Szwecji i Danii (1942-)
- 1979-1982 - pastor Bo Anders Johansson, agent konsularny Szwecji, Danii i Norwegii (1946-)
- 1982-1984 - pastor Bo Gustav Hanson, agent konsularny Szwecji, Danii i Norwegii (1952-)
- 1984-1993 - pastor Karl-Gustaf Nöjd, agent konsularny Szwecji, Danii i Norwegii (1935-1993)

- 1996-2000 - pastor Per-Olof Oskar Borg, agent konsularny Szwecji i Norwegii (1936-2015)[8]
- 1999 – Bo Erik Emthén, konsul gen. (1946-)
- 2002-2005 – Lars Owe Person, konsul gen.
- 2005-2008 – Eva Emnéus, konsul gen. (1953-)
- 2008 -  Tadeusz Iwanowski, honorowy konsul generalny[9]
- 2015 -  Magdalena Pramfelt, honorowy konsul generalny (1955-)

## Siedziba
Do 1945 Szwecja utrzymywała konsulat w Gdańsku przy:
- Hundegasse 265 (obecnie ul. Ogarna 44) (1839-1844),
- Hundegasse 124 (1870-1974),
- Schmiedegasse 27 (ul. Kowalska) (1876)[10],
- Heilige-Geist-Gasse 56 (ul. św. Ducha) (1878),
- Hundegasse 30 (1880-1886),
- Poggenpfuhl 3 (ul. Żabi Kruk) (1888-1890),
- Brotbankengasse 9 (ul. Chlebnicka) (1897),
- Brotbankengasse 19 (ul. Chlebnicka) (1898),
- Kohlenmarkt 12 (Targ Węglowy) (1899-1901),
- St. Elisabeth-Wall 6 (Wały Jagiellońskie) (1902-1911),
- Langer Markt 20 (Długi Targ) (1912-1936),
- Hansaplatz 2 (nie istnieje, ob. miejsce popularnego biurowca Zieleniaka) (1938),
- Stadtgraben 6 (Podwale Grodzkie) (1938-1942).

W latach 1945–1954 funkcjonował konsulat Szwecji w Gdańsku w Dworze Uphagena przy ul. Grunwaldzkiej 5, wraz z biurem w hotelu Centralnym w Gdyni, przy ul. Starowiejskiej 1, przez wiele lat w Gdyni w Domu Marynarza Szwedzkiego (w jęz. szwedzkim nazywany Svenska sjömanskyrkan i Gdynia → Szwedzkim Kościołem Marynarzy w Gdyni) z 1936 (proj. Stanisław Płoski) przy ul. Jana z Kolna 25 (1964-1975-2000), zaś w latach 1998-2008 konsulat generalny w Gdańsku przy ul. Chmielnej 101-102.
Rezydencja konsula mieściła się m.in. w Gdyni przy ul. Świętojańskiej 23 (1949), w Sopocie w Willi Piotrowskiego przy ul. Kościuszki 41 (1954-1960).